# Esvres
Esvres település Franciaországban, Indre-et-Loire megyében. Lakosainak száma 6264 fő (2022. január 1.). Esvres Azay-sur-Cher, Chambray-lès-Tours, Cormery, Larçay, Saint-Branchs, Truyes, Veigné és Véretz községekkel határos.

## Népesség
A település népességének változása:
| Lakosok száma | 2473 | 4160 | 4234 | 4411 | 5181 | 5702 | 6010 | 6109 | 6161 | 6264 |
|               | 1968 | 1982 | 1990 | 2006 | 2013 | 2015 | 2017 | 2019 | 2020 | 2022 |